# Elisabeth Ziese
Elisabeth Ziese (geb. Schichau; * 16. November 1854 in Elbing; † 2. Juni 1919 in Itter (Tirol)), auch Elisabeth Ziese-Schichau, war eine deutsche Pianistin und Organistin.

## Familie und Ausbildung

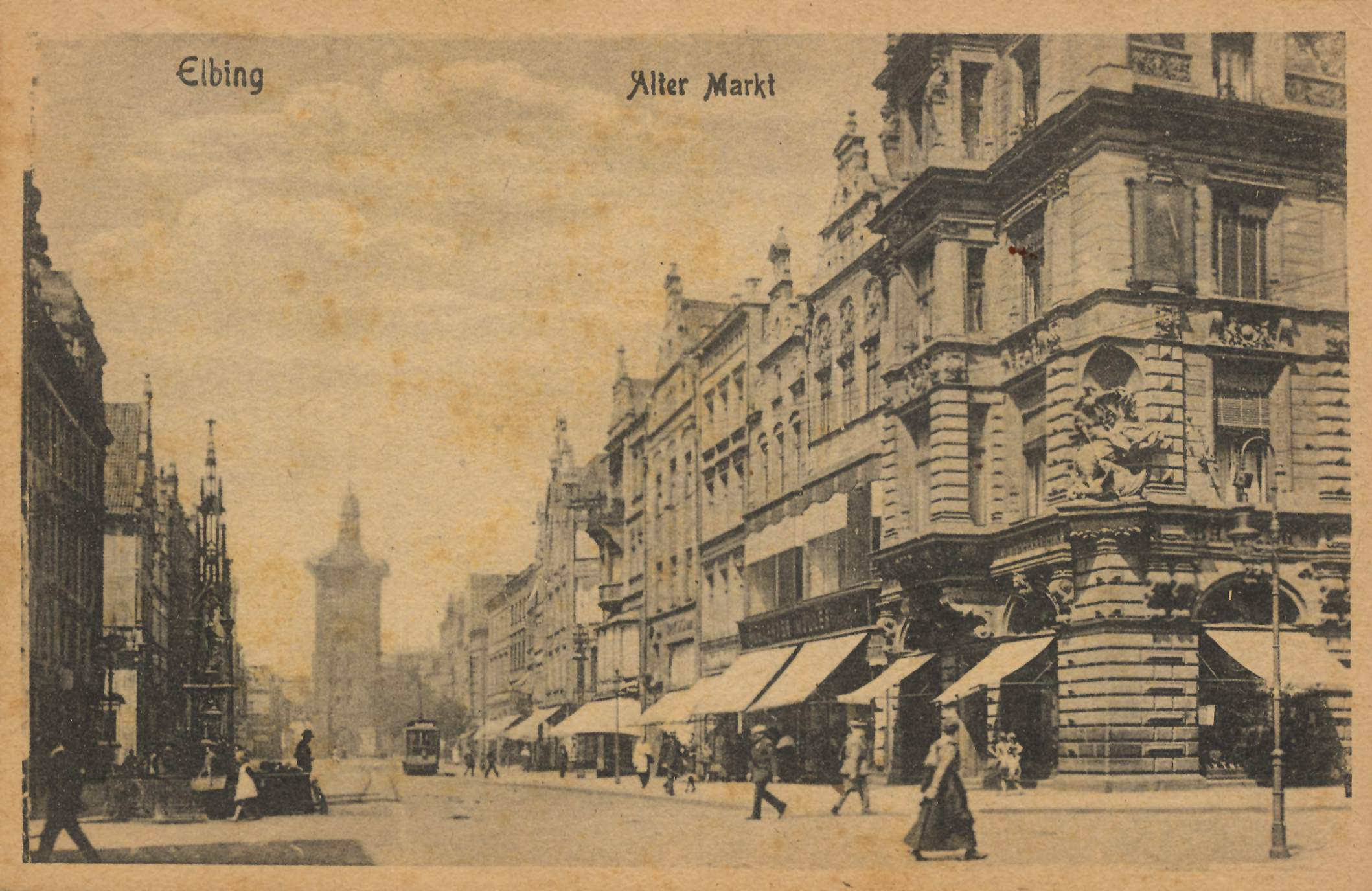
Alter Markt in Elbing um 1900

Elisbeth Ziese war die jüngste Tochter des Unternehmers Ferdinand Schichau und der Sängerin Juliane Harting (1817–1893). Zur Familie gehörten ihr älterer Bruder Erich (1844–1927) und ihre ältere Schwester Selma (1845–1877). Zwei weitere Schwestern verstarben vor Vollendung des zweiten Lebensjahres und noch vor Elisabeths Geburt. Die Familie Ziese gehörte zu den Musikliebhabern und war sehr musikalisch. Elisabeth spielte bereits als Elfjährige die Kirchenorgel der Elbinger Marienkirche. Als Jugendliche hatte sie Gelegenheit, der Pianistin Clara Schumann vorzuspielen. An der in Berlin 1869 gegründeten Königlichen akademischen Hochschule für ausübende Tonkunst (auch Königliche Hochschule für Musik, eine Vorgängerorganisation der Universität der Künste Berlin) studierte sie von 1871 bis 1875 bei Ernst Rudorff Klavier. 1876 heiratete sie den Ingenieur Carl Heinrich Ziese. Das Paar hatte eine Tochter namens Hildegard (1877–1927), die 1900 den Schiffbauingenieur Carl Fridolf Carlson heiratete.

## Musikalisches Wirken
1872 veranstaltete die Königliche Hochschule für Musik zum ersten Mal Konzerte für die Öffentlichkeit, bei denen die Studierenden ihre Leistungen zeigten. Beim ersten Konzert am 9. Mai spielte Elisabeth Schichau mit Julius Spengel eine Sonate für zwei Pianoforte von Mozart und beim zweiten Konzert am 16. Dezember mit Johannes Schulze ein Konzert für zwei Pianoforte von Bach. In diesen Konzerten gehörten überdies Nathalie Janotha und Max Brode zu den vortragenden Mitstudenten.
Nach Abschluss ihres Studiums begann sie – ungeachtet ihrer hohen gesellschaftlichen Stellung und der daraus resultierenden Verpflichtungen – eine rege Konzerttätigkeit als Pianistin. Als solche trat sie unter anderem in Münster (1876), Königsberg (1877, 1897, 1904, 1906, 1910, 1913, 1915), Memel (1878), ihrer Heimatstadt Elbing (1878, 1881, 1886, 1887, 1896), Berlin (1879, 1901, 1904), Mannheim (1881), Hamburg (1883), Lübeck (1883), Danzig (1884, 1901, 1903, 1912), Insterburg (1884, 1912), Bonn (1899, 1904), Leipzig (1900, 1916), Petersburg (1903), Meiningen (1907), München (1915, 1916) und Marburg (1916) auf. Mit dem befreundeten Cellisten Robert Hausmann unternahm Ziese 1884 eine kleine Tournee in Ostpreußen. Weitere musikalische Zusammenarbeit fand unter anderem mit Hermine Spies, Amalie Joachim und Joseph Joachim statt. Mit der Familie Mendelssohn war Elisabeth Ziese freundschaftlich verbunden.
In ihrem Solorepertoire tauchen oft Werke von Domenico Scarlatti, Johann Sebastian Bach und Wolfgang Amadeus Mozart auf. Schwerpunkt ihrer kammermusikalischen Auftritte waren zeitgenössische Kompositionen.
1878 gastierte der Bariton Georg Henschel gemeinsam mit Max Brode und Elisabeth Ziese in eigenen Konzerten in Elbing und in Memel. Aufgeführt wurden neben Stücken von Ludwig van Beethoven, Franz Schubert, Schumann und Mendelssohn Werke und Lieder von Henschel und Johannes Brahms.

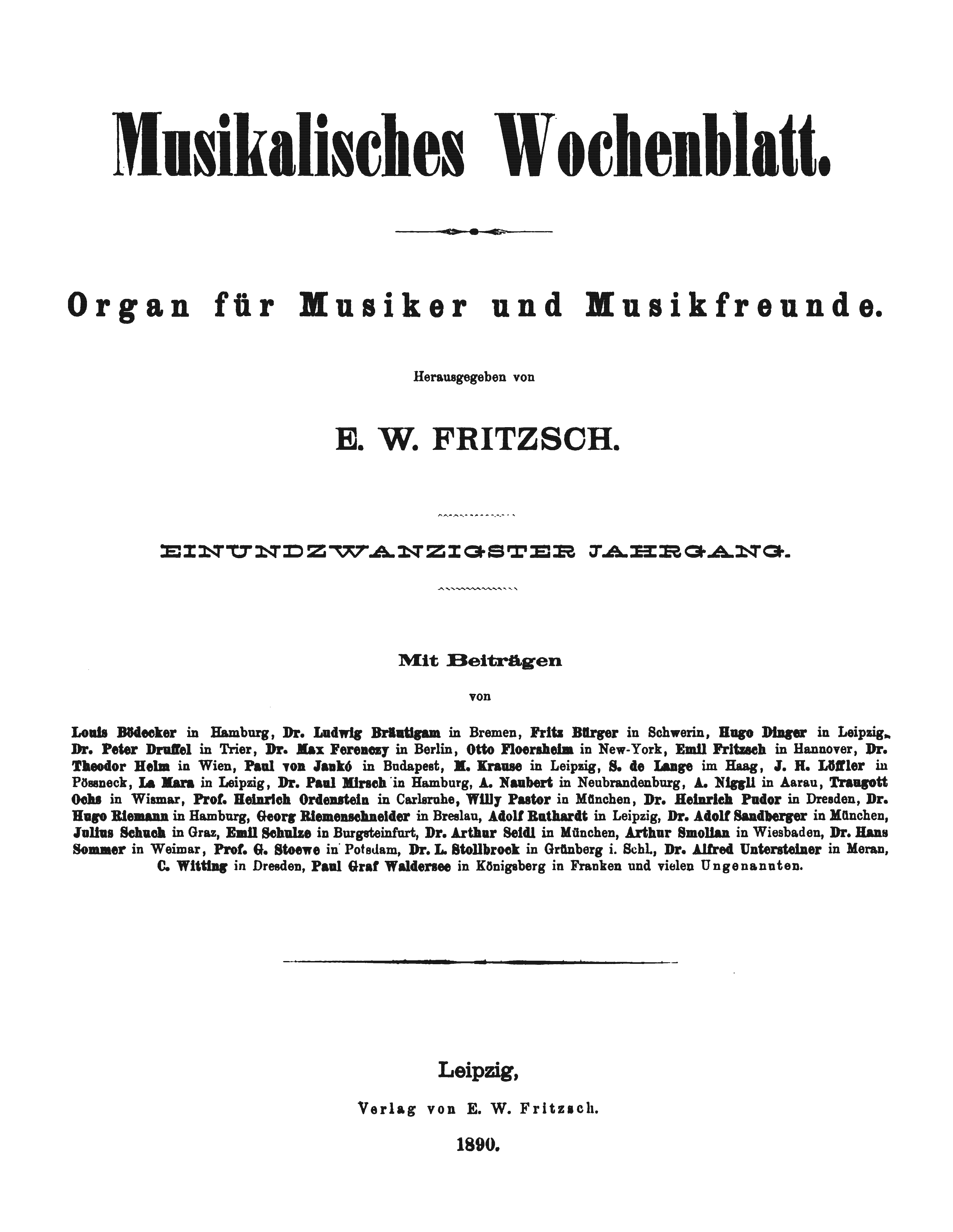
Musikalisches Wochenblatt, Titelblatt von 1890

Höhepunkte in Zieses Konzerttätigkeit waren der Vortrag von Johann Sebastian Bachs Konzert für drei Klaviere in d-Moll BWV 1063 gemeinsam mit den Berliner Pianistinnen Emma Engelmann und Alexandra von Keudell beim Vierten Kammermusikfest des Beethovenhauses, das in Bonn vom 7. bis 11. Mai 1899 stattfand, und eine Aufführung des Klavierquartetts Es-Dur op. 87 von Antonin Dvořák am 16. November 1900 in Leipzig mit Hanuš Wihans Böhmischem Streichquartett. Über dieses Konzert berichtete das Journal Musikalisches Wochenblatt: „Zum Böhmischen Quartett kamen wir gerade als der letzte Satz des mit der Pianistin Frau Ziese-Schichau aus Elbing gespielten Esdur-Clavierquartetts von Dvořák begann. Die Ausführung desselben, wie des darauf nachfolgenden Streichquartetts Op. 127 von Beethoven war höchsten Lobes würdig, indem auch die Pianistin sich als eine treffliche Künstlerin documentirte.“
Ab etwa 1895 organisierte Elisabeth Ziese die Abonnement-Konzerte sowie verschiedene karitative musikalische Veranstaltungen in ihrer Heimatstadt Elbing. 1900 war sie Gründungsmitglied der Neuen Bachgesellschaft in Leipzig.
Im Danziger Orchester-Verein spielte sie 1901 gemeinsam mit Joseph Joachim, Max Brode und Robert von Mendelssohn das Klavierquartett A-Dur op. 26 von Johannes Brahms. Mit Mitgliedern des Petersburger Quartetts spielte Elisabeth Ziese 1904 in Berlin das Klaviertrio op. 32 von Anton Arenski. Am 8. Mai 1910 interpretierte sie mit Artur Schnabel und Conrad Hausburg im Rahmen des Zweiten Ostpreußischen Musikfestes in Königsberg Bachs Konzert für drei Cembali in C-Dur BWV 1064.
Große Anerkennung und Beifall fand ihr Auftritt beim Bachfest 1912 in Insterburg. Sie beeindruckte das Publikum am 31. März 1912 mit dem Klavierkonzert d-Moll BWV 1052 sowie mit Bachs Präludium und Fuge a-Moll. Beim 47. Tonkünstlerfest des Allgemeinen Deutschen Musikvereins, das vom 27. Mai bis 1. Juni 1912 in Danzig stattfand, spielte sie gemeinsam mit dem Violinisten Henry Prins aus Danzig eine Sonate für Violine und Klavier von Willy Renner (1883–1955).

Elisabeth Ziese spielte Mozarts Sonate a-Moll im Februar 1915 in München.

Während des Festkonzerts zum 75-jährigen Bestehen der Königsberger Philharmonie im Jahr 1913 wurde die selten gespielte Fantasie für Pianoforte, Chor und Orchester op. 80 von Beethoven aufgeführt. Ziese hatte den „überaus schwierigen Klavierpart“ übernommen. Darüber berichtete die Neue Zeitschrift für Musik: „Die Dame imponiert durch ihr echt musikalisch-fachmännisches Spiel. Die Unzahl der Schwierigkeiten im Passagen- und Oktavenspiel, dem Kleinwerk eingestreuter, kleiner Tongruppen, den vielen Einsätzen, Tempowechsel u. v. a., dazu in langsamener Stellen die Kantilene feinfühligen Anschlages, ebenso die orgelpunktartigen Trillor längerer Ausdehnung usw. — dies alles überwand und brachte sie ohne auffallende Anstrengung leicht und ungezwungen.“

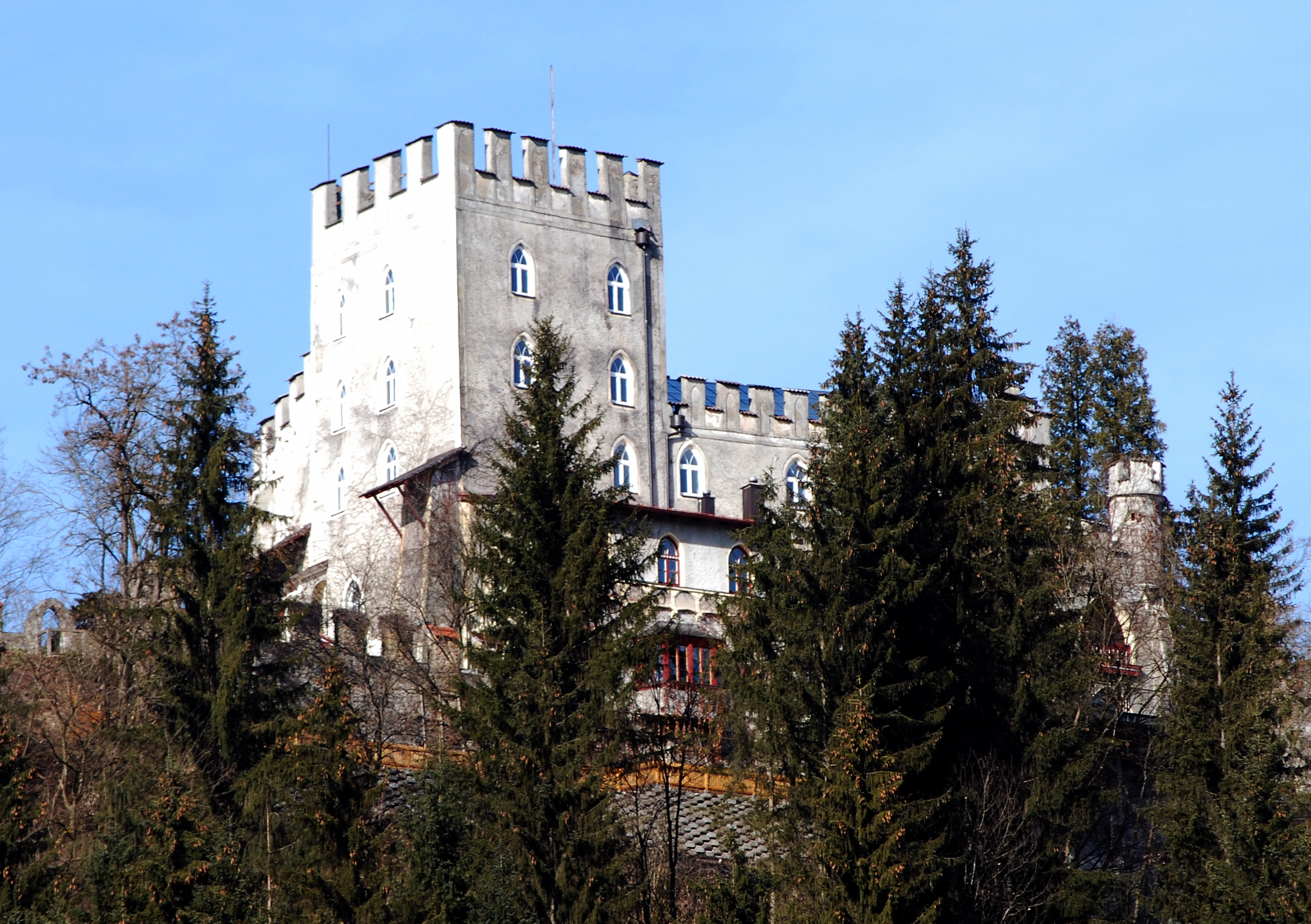
Schloss Itter, Südseite

Beim Mozart-Abend 1915 in München spielte Ziese einem Bericht der Münchner Neuesten Nachrichten zufolge nach der von ihr vorgetragenen Sonate a-Moll KV 310 auch zusammen mit Heinrich Schalit das Andante mit Variationen in G-Dur KV 501 und die Sonate D-Dur für zwei Klaviere KV 448.
In Königsberg beeindruckte sie 1915 die Besucher eines Sinfoniekonzerts mit Beethovens C-Dur-Klavierkonzert op. 15 und dessen Andante favori.
Nach dem Tod ihres Mannes Carl Heinrich Ziese im Jahr 1917 besuchte Elisabeth Ziese öfter Eugen Meyer, den Sohn ihrer bereits 1877 verstorbenen Schwester Selma, der zu dieser Zeit Besitzer von Schloss Itter war. Dort erkrankte sie während eines Aufenthalts im Frühjahr 1919 und verstarb nach kurzer Zeit.